# Azteca lanuginosa
Azteca lanuginosa är en myrart som beskrevs av Carlo Emery 1893. Azteca lanuginosa ingår i släktet Azteca och familjen myror.

## Underarter
Arten delas in i följande underarter:
- A. l. clariceps
- A. l. lanuginosa
- A. l. pruinosa